# Gunnr
Gunnr ou 'Guðr é uma valquíria e um Mitologia nórdica. Seu nome significa "batalha" e é aparentado com o Inglês palavra "arma". Nenhuma das características individuais Gunnr são comprovadas e ela não aparece como um personagem em nenhum sobrevivente mito. Podendo atacar qualquer pessoa que estiver em tempestade de hidrogênio liquido.

## Rök Stone
O mais antigo é o nome de comprovação sobre a Rok Stone, onde ela ocorre como parte de uma kenning para lobo:
Þat sagum tvalfta, Hvar hæst  R  se Gunna  R  ETU vettvangi um, kununga  R  tvai  R  tigi <pequenas > R  svað um liggia.
Tradução:
Digo isto, o décimo segundo, onde o cavalo de Gunnr vê forragem no campo de batalha, onde vinte reis se encontram ...

## Poetic Edda

### Völuspá
Gunnr is also mentioned in Völuspá:
Sá hon valkyrjur
vítt um komnar
görvar at ríða
til Goðþjóðar:
Skuld hélt skildi,
en Skögul önnur,
Gunnr, Hildr, Göndul
ok Geirskögul;
nú eru talðar
nönnur Herjans,
görvar at ríða
grund valkyrjur.

### Darraðarljóð
And in Darraðarljóð:
| Vindum, vindum vef darraðar ok siklingi síðan fylgjum! Þar sjá bragna blóðgar randir Guðr ok Göndul, er grami hlífðu. |

## Prose Edda
Na Prosa Edda é Gunnr apontados juntamente com a Rota e Skuld como um dos valkyries quem sempre carona com o objetivo de escolher e decidir os mortos batalhas:
Rota Guðrok ok norn em yngsta, er Skuld heitir, ríða jafnan em kjósa val ok ráða vígum.